# Филиппов, Григорий Семёнович
Григорий Семёнович Филиппов (27 сентября [9 октября] 1898, Казанская Арчада, Пензенская губерния, Российская Империя — 5 или 6 апреля 1933, Симеиз, Крымская АССР, СССР) — советский и российский генетик, миколог и рентгенолог.

## Биография
Родился 9 октября 1898 года по новому стилю в селе Казанская Арчада Пензенской губернии. После окончания в 1919 году фельшерско-акушерской школы в Пензе работал в Пензенской губернской больнице. Его деятельность была направлена на борьбу с тифом. В 1926 году окончил Первый Петроградский медицинский институт, в период учёбы работал лаборантом в родном вузе и Государственном рентгенологическом и радиологическом институте. В 1929 году окончил аспирантуру Рентгенологического института. В 1929—1930 годах работал Центральной научно-исследовательской лаборатории Госторга. С 1930 года был микробиологом в Микробиологической лаборатории АН СССР. В 1933 году присвоено звание доцента. Умер от туберкулёза 5 или 6 апреля 1933 года в Симеизе.

## Научная деятельность
Занимался проблемами радиационного мутагенеза микромицетов, изучал их размножение и исследовал микробиоту Кавказа. Наибольшую известность принесли эксперименты по искусственному мутагенезу низших грибов под влиянием рентгеновского излучения. Результаты этих опытов были доложены в 1925 году на III Всесоюзном съезде рентгенологов и радиологов. Доклад был опубликован на русском и французском языках в соавторстве с научным руководителем Георгием Адамовичем Надсоном. Модельным организмами в радиационных исследованиях служили грибы Nadsonia fulvescens, Mucor genevensis и Zygorrhinchus moelleri. Было показано наследование изменений ферментативных свойств грибов под влиянием облучения.

## Публикации
Автор следующих научных публикаций:
- Nadson G., Philippov G. Influence des rayons X sur la sexualité et la formation des mutantes chez les Champignons inférieurs (Mucorinees) (фр.) // Comptes Rendues des séances de la Société de Biologie. — 1925. — Vol. 93. — P. 473–475.
- Nadson G., Philippov G. De la formation de nouvelles races stables chez les champignons inférieurs sous l’ influence des rayons X (фр.) // Comptes Rendues de l’ Académie des Sciences. — 1929. — Vol. 186. — P. 1566–1568.
- Надсон Г.А., Филиппов Г.С. О влиянии рентгеновских лучей на половой процесс и образование мутантов у низших грибов (Mucoraceae) // Вестник рентгенологии и радиологии. — 1925. — Т. 3. — С. 305–309.
- Филиппов Г.С. Об устойчивых и наследственных изменениях у низших растительных организмов под влиянием рентгеновых лучей // Вестник рентгенологии и радиологии. — 1926. — Т. 4, № 4.
- Филиппов Г.С. Расообразование у Torulopsis glutinis (Torula glutinis) после освещения рентгеновыми лучами // Вестник рентгенологии и радиологии. — 1932. — Т. 10.